# 联合我们能变革欧洲
联合我们能变革欧洲（西班牙語：Unidas Podemos Cambiar Europa，缩写为Podemos-IU-CLIAS）是西班牙历史上的一个左翼选举联盟。2019年，为参加2019年欧洲议会选举，我们能、联合左翼、建设左翼—社会主义替代、共同的加泰罗尼亚、共同的巴塞罗那联合成立了该联盟。在2019年欧洲议会选举中，该联盟获得6个席位。2023年，该联盟解散。